# 世界肝炎日
世界肝炎日（英語：World Hepatitis Day）为每年7月28日举行，旨在提高人们对肝炎（尤其是乙型、丙型肝炎）的重视，宣传预防方法。
世界肝炎日是在2010年召开的第63届世界卫生大会上由全体成员国通过设立的。同时，全世界包括联合国组织、红十字会、开放性社会研究所、盖茨基金会等近五百个卫生、慈善机构协助举办活动。2008年，全世界约有五亿人口患有乙、丙型肝炎，十二个人当中便有一人患有肝炎。选定7月28日作为世界肝炎日，是为了纪念乙肝病毒的发现者、诺贝尔奖得主巴鲁克·塞缪尔·布隆伯格的生日。

## 历年主题
- 2011年：「认识肝炎，科学防治。」
- 2012年：「积极行动，共抗肝炎。」
- 2013年：「这就是肝炎。了解它。面对它。」
- 2014年：「重新思考，肝炎这一沉默的杀手。」
- 2015年：「預防肝炎，立刻行動。」[1]
- 2016年：「了解肝炎，立刻行动。」[2]
- 2017年：「消除肝炎」[3]
- 2018年：「检测治疗肝炎」[4]
- 2019年：「为消除肝炎投资」[5]
- 2020年：「没有肝炎的未来」[6]
- 2021年：「消除肝炎不容等待」[7]
- 2022年：「使肝炎关怀服务更贴近患者」[8]
- 2023年：「一人一生，一个肝脏」[9]
- 2024年：「消除肝炎，积极行动」[10]